# Alberto Couto
Alberto Couto est un footballeur portugais, né le 31 août 1956 à Guimaraes (Portugal), qui jouait au poste de milieu de terrain du milieu des années 1970 jusqu'au début des années 2000.

## Biographie
Il est arrivé au SC Abbeville en 1975. Le club montera en Division 2 en 1980.
Son principal fait d'armes est de tenir tête au Paris Saint-Germain le 12 mars 1983, lors du 1/16e de finale de Coupe de France, où Abbeville gagne le match retour 1-0 au stade Paul-Delique, après avoir perdu 2-0 à l'aller au Parc des Princes.
Il dispute un total de 187 matchs en Division 2 entre 1980 et 1988, inscrivant 8 buts.

## Carrière
- 1974-1975 :  : AS Saint-Ouen-l'Aumône (DH)
- 1976-1989 :  : SC Abbeville (CFA - DH - CFA2 - CFA - D2 - DH)
- 1989-1992 :  : SC Flixecourt (Régional)
- 1992-1995 :  : L'Auxiloise (Régional)
- 1995-1996 :  : ES Municipaux Abbeville (Foot entreprise)
- 1996-1997 :  : US Abbeville (District)
- 1997-2001 :  : FC Huchenneville (District)